# Fürsten-Reform
Die Firma Fürsten-Reform Dr. med. Hans Plümer Nachf. GmbH & Co. KG, Braunschweig-Wenden, ist ein in der dritten Generation inhabergeführtes Unternehmen. Als größter Abfüller und Vertreiber von Honig in Deutschland belief sich der Jahresumsatz von Fürsten-Reform nach der Übernahme der Langnese-Honigsparte vom Oetker-Konzern im Jahr 2005 auf 100 Millionen Euro. Das Unternehmen unterhält Abfüllbetriebe in Braunschweig und in Bargteheide.
Gesellschafterin der GmbH & Co. KG ist heute die „Heinrich Schulze Beteiligungsgesellschaft mbH“, geschäftsführender Gesellschafter ist Heinrich Schulze, der Sohn des Gründers der Marke Bihophar (urspr. Biophar, siehe Abschnitt Markenname „Bihophar“). Heinrich Schulze war bis Juni 2013 erster Vorsitzender des Honig-Verbandes beim Waren-Verein der Hamburger Börse e.V.

## Marken
- Langnese (nur für Honig) Marktführer in Deutschland (25 % Marktanteil). Die Abfüllstätte Bargteheide besitzt eine Jahreskapazität von 20.000 Tonnen bzw. 30 Millionen Gläsern Honig[3]. Das Unternehmen Langnese wurde 1927 von Karl Rolf Seyferth gegründet. Mit Flotte Biene führte Langnese 1997 zusätzlich eine Spenderflasche ein.[4]

- Bihophar (bis 2006: Biophar, siehe Abschnitt Markenname „Bihophar“): Unter dieser Marke vertreibt Fürsten-Reform ein breites Sortiment von Trachten-Honigen sowie Honigen aus diversen Regionen weltweit. Insgesamt hat Bihophar über 60 unterschiedliche Honigsorten im Sortiment.[5]

- Dr. Krieger’s Bienenhonig (Tochtergesellschaft „Dr. Wilhelm Krieger’s Bienenhonig GmbH & Co. KG“, Magdeburg)

## Produktqualität
Der „Raps-Klee“-Honig von Bihophar – im Mai 2011 von Bihophar vom Markt genommen – kam aus Kanada, wo etwa 20 % des angebauten Rapses gentechnisch verändert sind. Bei einer Untersuchung im Auftrag der Verbraucherzeitschrift Öko-Test entdeckte ein Labor im April 1998 in dieser Honigsorte Pollen von gentechnisch veränderten Rapspflanzen, die in Europa nicht zugelassen sind. Bihophar informierte die Verbraucher darüber nicht. Der Honig musste nach den damaligen lebensmittelrechtlichen Vorschriften nicht gekennzeichnet werden. Die Begründung des damals zuständigen Bundesgesundheitsministeriums war, Honig aus genveränderten Rapspollen sei kein im Sinne des Lebensmittelgesetzes hergestelltes Novel Food, sondern ein Futtermittelerzeugnis, denn der Pollen und der Nektar würden von den Bienen gefressen.
Bei einem weiteren Test des „Wabenecht Sommerblüten-Honigs“ von Biophar im Jahr 2002 fand sich ein (geringer) Sulfathiazol-Gehalt, ein Antibiotikum, dessen Anwendung nach einer EU-Verordnung bei Bienen nicht zulässig ist. Fürsten-Reform legte daraufhin ein Gegengutachten vor, nach dem der Honig nicht belastet sei. Der Honig werde vor dem Abfüllen außerdem homogenisiert, ein abweichendes Testergebnis sei daher innerhalb derselben Charge gar nicht möglich. Laut Öko-Test ist dies jedoch durchaus möglich.
Bei einem weiteren Test der Stiftung Warentest im April 2004 hat der Biophar-Mischblütenhonig Imker-Auslese das Urteil gut erhalten.
Laut dem Öko-Test-Jahrbuch für 2007 wurden in Honigen der Unternehmensgruppe hohe Gehalte an Hydroxymethylfurfural (HMF) nachgewiesen (Dr. Krieger’s Bienenhonig: 36,9 mg/kg; Fürsten-Reform „kaltgeschleudert“: über 30 mg/kg HMF). Dieses Zuckerabbauprodukt entsteht, wenn Honig zu stark erwärmt oder nicht sachgerecht gelagert wird, der Gehalt steigt während der Lagerung jährlich um etwa zwei bis drei Milligramm pro Kilogramm. Zum Vergleich: Der Deutsche Imkerbund schreibt für seinen Qualitätshonig einen Höchstwert von 15 mg/kg vor, die deutsche Honigverordnung (HonigV) maximal 40 mg/kg. Öko-Test schrieb zum Ergebnis für den „kaltgeschleuderten“ Fürsten-Reform-Honig: „Hier haben wir einen Punkt extra abgezogen, weil der Hersteller mit dem Zusatz ‚kalt geschleudert‘ für eine besonders hohe Qualität wirbt. Das Deutsche Lebensmittelbuch schreibt für solche Produkte maximal 20 mg/kg HMF und ein Minimum bestimmter Honigenzyme vor. An sich macht der Begriff ‚kalt geschleudert‘ keinen Sinn, denn Honig wird immer bei Temperaturen von 35 bis 37 Grad – wie im Bienenstock üblich – geschleudert.“
Bei einer Untersuchung von Stiftung Warentest 2009 wurden in den Honigen von Fürsten-Reform keine Rückstände von Arznei- oder Pflanzenschutzmitteln gefunden. Auch Pollen gentechnisch veränderter Pflanzen wie Raps, Mais oder Soja wurden in den untersuchten Honigsorten nicht nachgewiesen. Langnese Bergblüten-Honig und Langnese Flotte Biene Gebirgsblütenhonig erhielten jeweils die Note gut (2,1), Bihophar Auslese Wabenecht Gebirgsblüten-Honig wurde mit der Note 2,2, Langnese Flotte Biene Wildblütenhonig mit 2,5 ausgezeichnet. Die Note befriedigend erhielten die Bihophar-Sorten Bihophar Transfair Fairtrade Lateinamerikanischer Wildblüten-Honig (2,6), Bihophar(Bio)Akazien Honig (2,8), Bihophar Rapshonig, Echter Deutscher Honig (3,2) sowie Bihophar Wald-Honig Naturkost (3,5).
Biophar hat bei einer Greenpeace-Unternehmensbefragung vom Juli 2005 versichert, keine Zutaten zu verwenden, die aus gentechnisch veränderten Pflanzen hergestellt wurden.

## Markenname „Bihophar“
Bis Juni 2006 galt eine Übergangsverordnung zur EU-Öko-Verordnung, nach der Unternehmen, welche in ihrem Namen den Bestandteil „Bio“ führten, bei ausdrücklichem Packungshinweis auch noch konventionell erzeugte Produkte verkaufen durften. Seit Fristablauf ist unter dem Namen „Biophar“ ein Verkauf von konventionell erzeugtem Honig nicht mehr erlaubt, weshalb mittlerweile mit ähnlichem Logo auch eine Marke Bihophar existiert.
Unter der Dachmarke Bihophar vertreibt das Unternehmen auch Honig mit dem Transfair-Siegel für fair gehandelte Produkte aus Entwicklungsländern.